# Ceny Anděl 2017
Ceny Akademie populární hudby Anděl 2017 byly vyhlášeny 20. března 2018 v pražském Foru Karlín.

## Ceny a nominace

### Album roku
- J.A.R. – Eskalace dobra
- Mirai – Konnichiwa
- David Stypka – Neboj

### Skupina roku
- J.A.R. – Eskalace dobra
- Mirai – Konnichiwa
- Mydy Rabycad – M.Y.D.Y

### Sólový interpret roku
- David Stypka – Neboj
- Michal Hrůza – Sám se sebou
- Kapitán Demo – Bez klobouku boss

### Videoklip roku
- Barbora Poláková – Po válce
- J.A.R. – Zhublas
- Kapitán Demo – Trendsetter

### Skladba roku
- J.A.R. – Zhublas
- Mirai – Když nemůžeš, tak přidej
- David Stypka a Ewa Farna – Dobré ráno, milá

### Objev roku
- Mirai – Konnichiwa
- Mydy Rabycad – M.Y.D.Y
- Pokáč – Vlasy

### Sólová interpretka roku
- Debbi – Break
- Anna K – Světlo
- Radůza – Studna v poušti

### Síň slávy
- Vladimír Merta

### Alternativní hudba
- Kalle – Saffron Hills
- Cold Cold Nights – (The) Last Summer
- Insania – Na počátku byl spam
- Pacino – Půl litru země
- Wild Tides – Sbohem a šáteček

### Folk
- Beránci a vlci – Beránci a vlci
- Cermaque – Neboj
- Rendez-fou – Miniatury
- Dagmar Voňková – Hostina
- Wolf Lost In The Poem – Nepřipoutaný

### Elektronika
- Fiordmoss – Kingdom Come
- Enchanted Lands – Feed Goals
- HRTL – Yellow Mellow
- Logic – Zhora vypadá všechno líp
- Opak Dissu – Tape 2

### Jazz
- Jaromír Honzák – Early Music
- Štěpánka Balcarová – Life And Happiness Of Julian Tuwim
- Beata Hlavenková – Bethlehem
- Tomáš Liška – Invisible Faces
- Luboš Soukup Quartet a Lionel Loueke – Země